# Kenscoff
Kenscoff (Haitianisch-Kreolisch Kenskòf) ist eine Gemeinde in Haiti etwa 10 km südöstlich des Zentrums der Hauptstadtregion Port-au-Prince in einer gebirgigen Region. Dank seines angenehm kühleren Klimas und der frischen Luft entwickelten sich große Teile von Kenscoff zu Villenvierteln für die Oberschicht und die obere Mittelschicht aus der darunter gelegenen Hauptstadt.

## Lage und Beschreibung
Kenscoff ist eine der acht Gemeinden im Arrondissement Port-au-Prince des Départements Ouest.
Neben dem Zentrum der Gemeinde Ville de Kenscoff bestehen fünf Gemeindebezirke:
1. Nouvelle-Touraine mit Au Silence, Belle-Fontaine, Ca Biédo, Caisse Fort, Caplanchet, Découverte, Dussinte, Forment, Grande Savanne, Lamarque, L'Amour, Muscat, Nan Manilette, Ti Boucan und Vieux Lacour,
2. Bongars mit Baquete, Belo, Berty, Bois d'Avril, Bonga, Bongat, Boucambour, Carrefour Bete, Débauché, La Rate, La Source, Madou, Rosancour, Tete Pogoir und Ti Place,
3. Sourçailles mit Brouette, Caille Dupin, Carrefour Berraque, Corail, Débarcadaire, Dos Lexy, Duplan, Fond Ferrier, Furcy, Godet, Grand Joupas, Lan Glade, Mahotière, Mariane, Nan Madeleine, Nan Roseau und Obléon,
4. Belle Fontaine mit Baque, Bralance, Catno, Délize, Diaguidi, Diembo, Drouillard, Grand-Platon, Nan Cofi, Nan Zaboca und Polyte sowie
5. Grand Fond mit Bernard, Bois Pin Tombé, Boucan-Michel, Califèbe, De Moulin, Despiseau, Drouette, Grand-Place, Mahotières, Nan Tuffe und Roche Polo.

Die Route Départementale RD-101 führt vom Zentrum der Hauptstadt in Nord-Süd-Richtung nach Jacmel durch die Gemeinde.
Kenscoff liegt in der Bergkette Massif de la Selle und ist die höchstgelegene Gemeinde Haitis. Ihre Südseite grenzt an den Nationalpark La Visite.

## Geschichte
Die 1930 gegründete Ansiedlung Kenscoff erhielt unter der Regierung von Sténio Vincent durch ein Dekret vom 3. Juli 1933 den Status einer Gemeinde.
Im Rahmen der Krise in Haiti seit 2018 verhängte die Regierung am 19. Juli 2024 für einen Monat den Ausnahmezuständ (état d’urgence) über einen Teil der Gemeinde. Am 27. Januar 2025 fand ein Angriff der bewaffneten Bande „Didi“ auf Kenscoff statt. Mehrere Wohnhäuser wurden in Brand gesetzt. Den Sicherheitskräften der Police Nationale d’Haïti gelang es jedoch mit Unterstützung von Einwohnern, die Banditen, von denen mehrere getötet wurden, abzuwehren. Nach dem Angriff wurden über 50 Todesopfer gezählt.
Die Angriffe der Bande „Viv Ansanm“ auf Kenscoff setzten sich fort und führten am 24. März 2025 erneut zu Todesopfern. Eine im April veröffentlichte Bilanz des Bureau intégré des Nations Unies en Haïti (BINUH) besagte, dass die Kämpfe in und um Kenscoff mindestens 262 Todesopfer forderten, wobei es sich jeweils zur Hälfte um Kriminelle und um unbeteiligte Einwohner handelte.
In der Nacht vom 11. auf den 12. Juli 2025 wurde die Polizeistation des Gemeindebezirks Furcy von Angehörigen der Bande Viv ansanm abgebrannt. Zwei Polizisten wurden dabei verletzt.